# Demarato di Sparta
(Erodoto, Storie, VII, 102.)
Demarato (in greco antico: Δημάρατος?, Demàratos; Sparta, 530 a.C. circa – 479 a.C. circa) fu re di Sparta della casa reale degli Euripontidi dal 515 al 491 a.C. ed è ricordato principalmente per aver contribuito, insieme al collega, Cleomene I, alla espulsione di Ippia.

## Biografia

### Nascita
Demarato, figlio di Aristone, della casa reale degli Euripontidi (essendo Sparta una diarchia, gli Euripontidi regnavano congiuntamente agli Agiadi) e della sua terza moglie, nacque a Sparta nel 530 a.C. circa.
Infatti, poiché Aristone non aveva avuto eredi né dalla prima né dalla seconda moglie, decise di ripudiare quest'ultima e di sposare la moglie di Ageto strappandogliela con l'inganno. 
Sette mesi dopo le nozze nacque Demarato: la notizia del parto fu annunziata al re mentre era in seduta con gli efori e, a quel punto, Aristone, che aveva fatto il conto dei mesi, affermò imprudentemente che non poteva essere figlio suo.
L'esclamazione di Aristone, al momento, non ricevette attenzioni anche perché il sovrano ben presto si convinse che il figlio fosse proprio, nato prematuramente, e gli impose il nome di Demarato, letteralmente Invocato dal popolo, in riferimento alle suppliche che i cittadini spartani avevano rivolto agli dei affinché fosse concesso un figlio ad Aristone.
In ogni caso, le voci secondo cui Demarato non fosse realmente figlio di Aristone rimasero e molti anni dopo furono sfruttate da Cleomene I per deporlo.

### Regno
Demarato salì al trono alla morte del padre Aristone (515 a.C.) ed aiutò il collega Cleomene I, figlio di Anassandrida II, a scacciare il tiranno Ippia da Atene nel 511 a.C. e nella guerra contro Argo. Inoltre, Erodoto testimonia che fu l'unico re di Sparta a vincere la corsa dei carri a quattro cavalli alle Olimpiadi.
Durante il regno fu, inizialmente in rapporti cordiali con il collega Cleomene finché questi, nel 500 a.C. non decise, in completa autonomia, di appoggiare la restaurazione di Ippia come tiranno di Atene, ritenendo che fosse più vicino agli interessi di Sparta rispetto a Clistene. L'iniziativa, sconfessata da Corinto, fu osteggiata da Demarato in tali termini che fu stabilita una legge la quale sanciva che solo uno dei sovrani avrebbe condotto l'esercito mentre l'altro sarebbe rimasto in città, per garantire una maggiore unità di comando.
Nel 491 a.C., quando gli Ateniesi si rivolsero a Sparta affinché punisse la resa degli Egineti ai persiani, gli Spartani inviarono Cleomene il quale dispose l'arresto dei più importanti cittadini degli Egineti ma costoro reclamarono l'opinione di Demarato, che, spinto da gelosia ed invidia, si oppose alla spedizione obbligando il collega a ritirarsi.

### Deposizione
Esasperato dal comportamento di Demarato, Cleomene I lo stesso anno decise di deporlo dal trono, utilizzando come pretesto proprio l'esclamazione di Aristone e accordandosi con Leotichida, parente di Demarato, in rotta con il sovrano che aveva sposato Percalo, la promessa sposa di Leotichida.
Gli spartani istruirono un processo a carico di Demarato e, in tal sede, Leotichida non solo ribadì quanto affermato da Cleomene ma suggerì, inoltre, di appellarsi all'oracolo di Delfi per verificare la veridicità dell'accusa. Gli spartani accettarono ignari del fatto che Cleomene avesse corrotto la Pizia perché confermasse attraverso il responso oracolare l'illegittimità del collega.
Demarato, quindi, fu deposto dal trono euripontide per essere sostituito dallo stesso Leotichida, ma, comunque, rimase a Sparta ove ottenne, per regolare elezione, una magistratura.
Leotichida, allora, durante una cerimonia pubblica, inviò un servo affinché oltraggiasse il predecessore che, dopo aver chiesto conferma alla madre della propria origine regale, decise di fuggire da Sparta attraverso l'Elide e Zacinto.

### Esilio in Persia
Da Zacinto, Demarato si rifugiò presso la corte del Gran Re a Susa in Persia. Quando scoppiò tra Artabazane e Serse I la contesa per la successione a loro padre Dario I di Persia, si dice abbia suggerito a Serse di addurre a proprio favore il fatto di essere stato il primo figlio del sovrano quando quest'ultimo era già assurto a tale carica: sosteneva ciò venisse fatto anche a Sparta e costituisse un elemento a favore del contendente che fosse riuscito a provarlo. Sotto Serse I di Persia divenne suo stretto consigliere, dandogli importanti descrizioni e consigli sugli usi e i costumi dei Greci, ma in particolare su quelli degli Spartani.
Erodoto riporta un aneddoto che ci fa presumere che Demarato, pur schieratosi con Serse, si ricordò tuttavia di allertare i suoi concittadini del pericolo, quando seppe dei preparativi per l'invasione della Grecia del 480 a.C.. 
Secondo lo storico di Alicarnasso, infatti, Demarato inviò a Sparta un messaggio con la notizia della guerra imminente su una tavoletta di legno, che ricoprì completamente di cera per nascondere il testo al messaggero e agli altri Persiani che avessero intercettato la tavoletta lungo il viaggio. Erodoto racconta che fu la regina Gorgo, moglie di Leonida I, a capire per prima che sotto quella che sembrava una tavoletta di cera ancora da scrivere si celava un messaggio nascosto.
Plutarco racconta un altro aneddoto su Demarato, secondo il quale ad uno scocciatore che gli chiedeva insistentemente chi fosse lo spartano migliore, rispose seccamente: "Chi ti assomiglia di meno".

### Morte e discendenza
Morì intorno al 479 a.C. circa per cause ignote: della sua discendenza sono noti Euristene e Procle, menzionati da Senofonte, come dinasti di Pergamo, Teutrania e Ilalisarnia.